# 原伸一
原 伸一（はら しんいち、1949年〈昭和24年〉 - ）は、日本の部落解放運動家、政治家。全国町村議会議長会会長（第29代）。部落解放同盟福岡県連合会副委員長。

## 経歴
福岡県田川郡赤村出身。福岡県立田川東高等学校（現・福岡県立東鷹高等学校）定時制中退。1989年から2009年、赤村議会議員を5期務め、議長などを歴任した。2007年7月24日から2009年6月1日まで全国町村議会議長会会長を務めた。
農業を営む。2021年6月、赤村村長選に立候補するも、現職の道廣幸に敗れた。2025年6月、赤村村長選挙に再び立候補したが、新人の中村孝に敗れた。

## 人物
福岡県田川郡の同和地区の生まれである。結婚の時、被差別部落の出身であるため、連れ合いの実家から強く反対され、子供が生まれてからもしばらく付き合いはなかった。
2013年に死去した部落解放同盟福岡県連委員長・羽音豊を偲ぶ会の閉会のことばで原は「同じ田川で羽音さんに育てられた者の一人。大先輩は心から優しい、強い精神力をもった人だった。よき日のために遺志と偉業を受け継ぐ決意を新たにした」と述べている。
「全国部落調査復刻版出版事件裁判」の原告であった。東京高裁は示現舎代表の宮部龍彦に対して「原に慰謝料3万円と弁護士費用3千円を払え」という判決を下している。